# Буйничи (сельский населённый пункт)
Бу́йничи (Станция Буйничи, Буйничи-2) — упразднённый сельский населённый пункт (при железнодорожной станции) в составе Буйничского сельсовета Могилёвского района Могилёвской области Республики Беларусь.
В 2011 году был включён в состав деревни Буйничи с приданием последней статуса агрогородка.

## Географическое положение
Ближайшие населённые пункты: Буйничи, Веккер, Бутримовка